# Палаццо Монтечиторио
Палаццо Монтечиторио (итал. Palazzo Montecitorio) — дворец в центре Рима, расположенный на Пьяцца ди Монте Читорио. В здании дворца заседает Палата депутатов Италии.

## История
Первая известная постройка на этом месте — дворец кардинала Никколо Гадди, построенный в 1540-х годах. В 1571 году дворец приобрёл кардинал Пьердонато Чези, по поручению Мартино Лонги Старшего и украшенный кавалером д’Арпино. 
В 1584 году дворец перешёл к кардиналу Джулио Антонио Санторио, архиепископу Санто-Северина, а затем к Сомаски ди Сан-Бьяджо, который уступил его в 1649 году кардиналу Луиджи Каппони.
Площадь была преобразована в 1653 году, когда князь Никколо I Людовизи, племянник папы Григория XV и кардинала Никколо Альбергати Людовизи, а также брат кардинала Людовико Людовизи, купил дворец кардинала Каппони, чтобы построить резиденцию для своей большой семьи. Он приобрёл соседние дома и заказал проект нового большого дворца Джан Лоренцо Бернини, который с помощью Маттиа Де Росси начал работы. Работы вскоре замедлились, пока не остановились из-за нехватки денег и придворных неурядиц.
После смерти Людовизи в 1664 году работы были окончательно прерваны и возобновлены примерно двадцатью годами позже архитектором Карло Фонтана, который убедил Иннокентия XII приспособить дворец для отправления правосудия: Папской курии, которая долгое время называлась Иннокентийской курией (Curia Innocenziana).
Карло Фонтана сохранил характерный изогнутый фасад дворца, следующий очертаниям старых корпусов вдоль дороги, и устроил входной портал. 
Курия была открыта в 1696 году. Помимо папских судов (tribunali pontifici), во дворце располагались также губернаторство Рима и департамент полиции. Палаццо стало играть ведущую роль в судебной и административной жизни папского правительства. 
Обустройство площади было продолжено по плану архитектора Фердинандо Фуга около 1735 года. Работы продолжались до понтификата Пия VI, когда в 1792 году был установлен египетский обелиск.
Дворец Монтечиторио может служить эталоном стиля сдержанного «классического римского барокко». Портал оформлен четырьмя колоннами тосканского ордера, обрамляющими три двери, центральная выше боковых, над которыми помещены два круглых барельефа с аллегорическими фигурами «Милосердия» и «Правосудия». Над колонным портиком — балкон с балюстрадой. Фасад завершается высоким аттиком, на центральной части которого помещён циферблат больших часов. В центральной части аттика имеется проём с двумя колоколами, большим и малым, а на шпиле всей конструкции расположены песочные часы с крыльями (аллегория времени) и крест.

## Дальнейшая реконструкция
После того, как дворец был передан в распоряжение итальянского парламента, понадобилась капитальная перепланировка внутренних помещений, которая и была осуществлена в начале XX века под руководством архитектора Эрнесто Базиле. В 1881 году он принял участие в конкурсе, организованном председателем Совета министров Италии Ф. Криспи. Проект был представлен в 1903 году. В своём проекте Эрнесто Базиле в духе неоклассицизма новеченто соединил элементы архитектуры античного Рима и барокко с мотивами ар-нуво. Оформление новых интерьеров парламентского здания, завершённое в 1927 году, стало одним из важных моментов развития итальянской архитектуры XX века.
Анфилада внутренних помещений начинается с тройного атриума (внутреннего двора) с портиком на первом этаже и галереями на последующих этажах. Парадная лестница ведёт в «Салон Волчицы» (Salone della Lupa), названный так потому, что в нём установлена копия скульптуры «Капитолийской волчицы», символа города Рима. В этом зале в 1946 году был объявлен результат референдума об основании Итальянской республики. Также известен «коридор потерянных ступенек» (il corridoio dei passi perduti) на первом этаже с входом в Парламентский, или «Трансатлантический», зал с деревянным потолком, который получил свое любопытное название благодаря оформлению, напоминающему интерьер океанского лайнера, и моделям «Великих кораблей» начала XX века.
Самый большой — Парламентский зал заседаний с верхним светом и амфитеатром кресел, обшит дубовыми панелями. Для нового зала живописец Дж. А. Сарторио в 1908—1912 годах создал фриз, состоящий из 50 картин, расположенных в верхней части зала и изображающих около двухсот шестидесяти фигур, написанных в технике энкаустики. Композиция фриза, задуманная Сарторио, представляет «эпическое видение истории Италии, лирическое содержание её светской цивилизации, безмятежную Молодую Италию на триумфальной квадриге, сконцентрированное видение её истории» (определение, данное самим художником в статье для газеты La Tribuna 22 сентября 1913 г.).

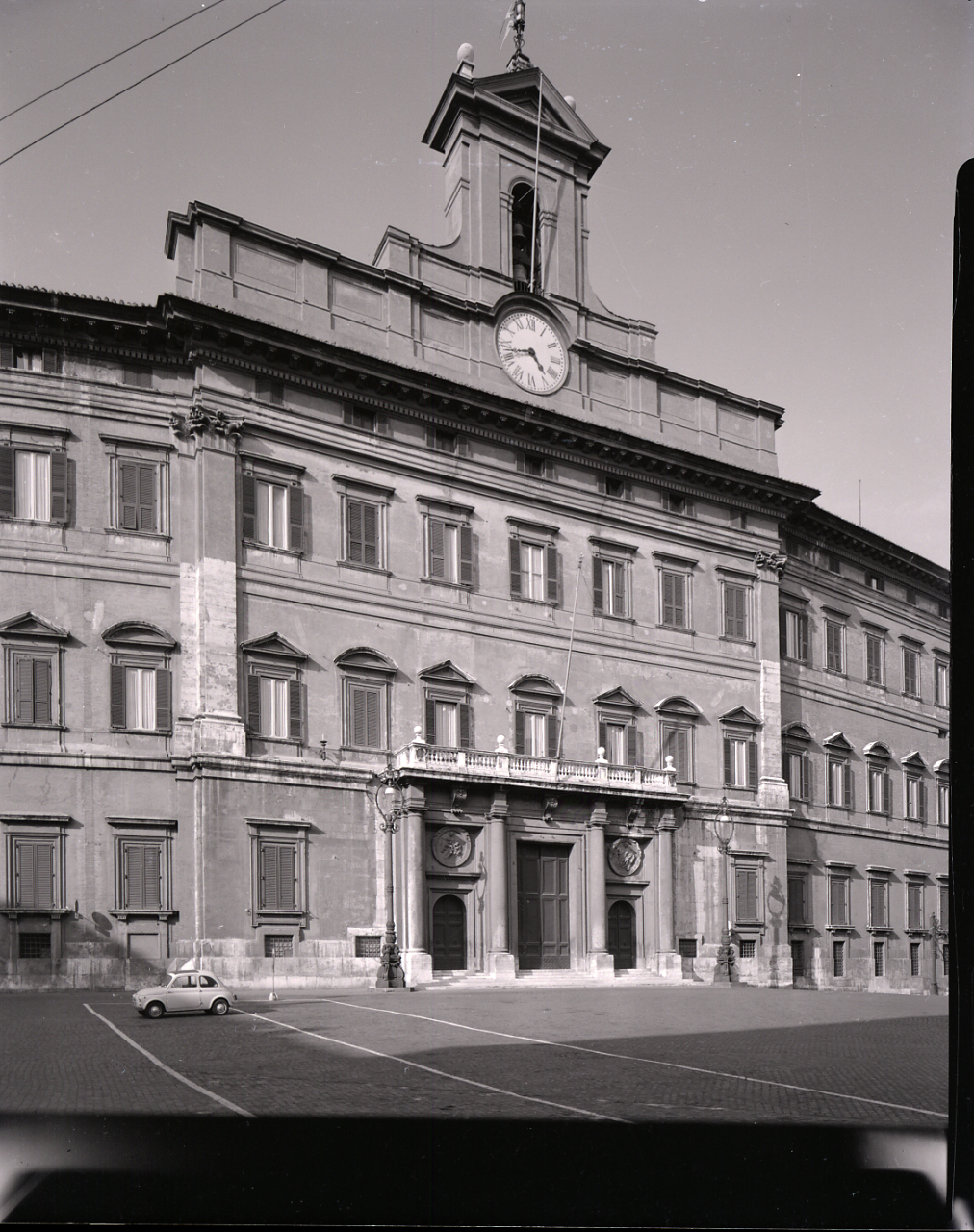
Палаццо Монтечиторио. Фотография 1966 года
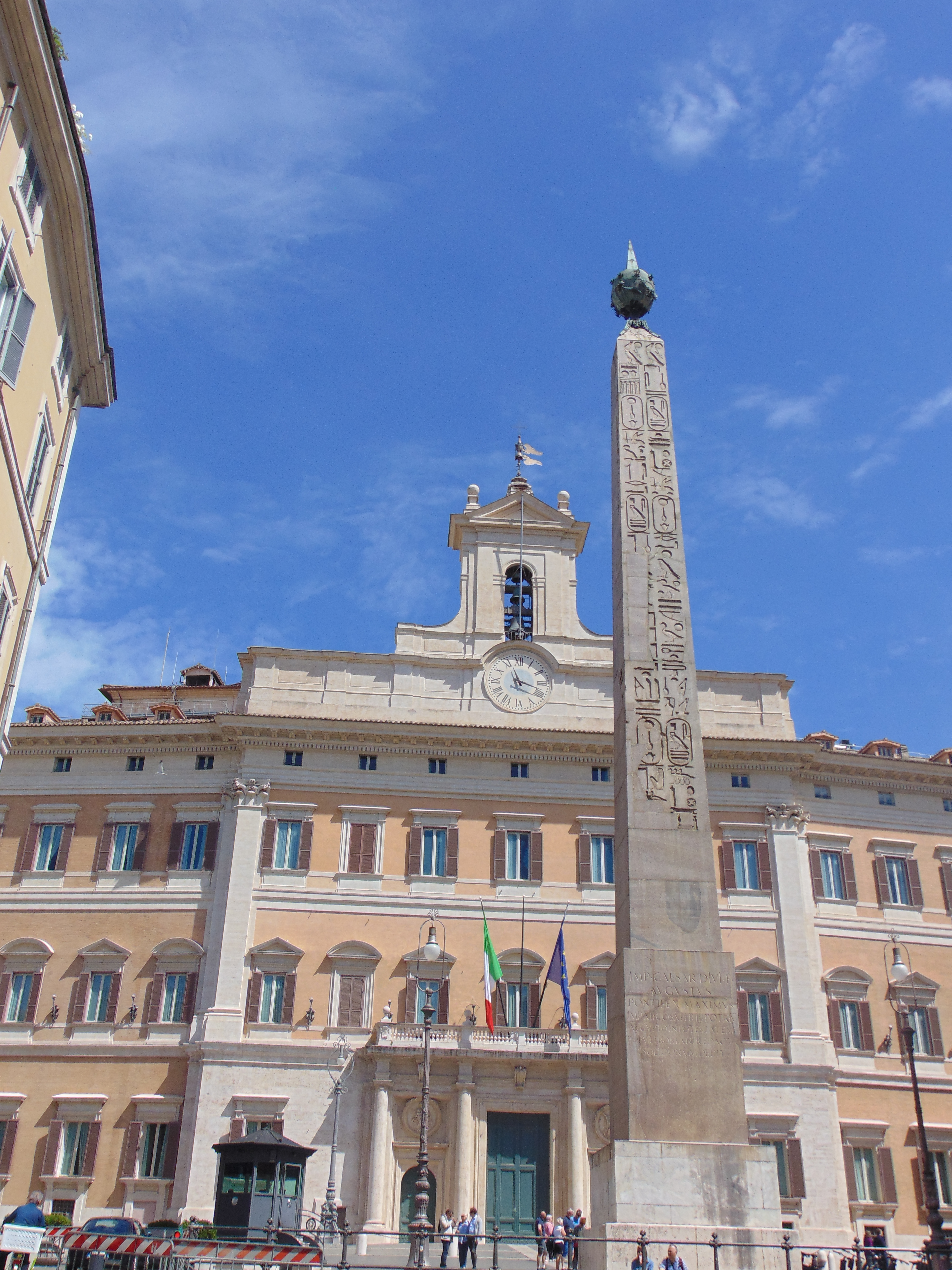
Вид дворца с обелиском
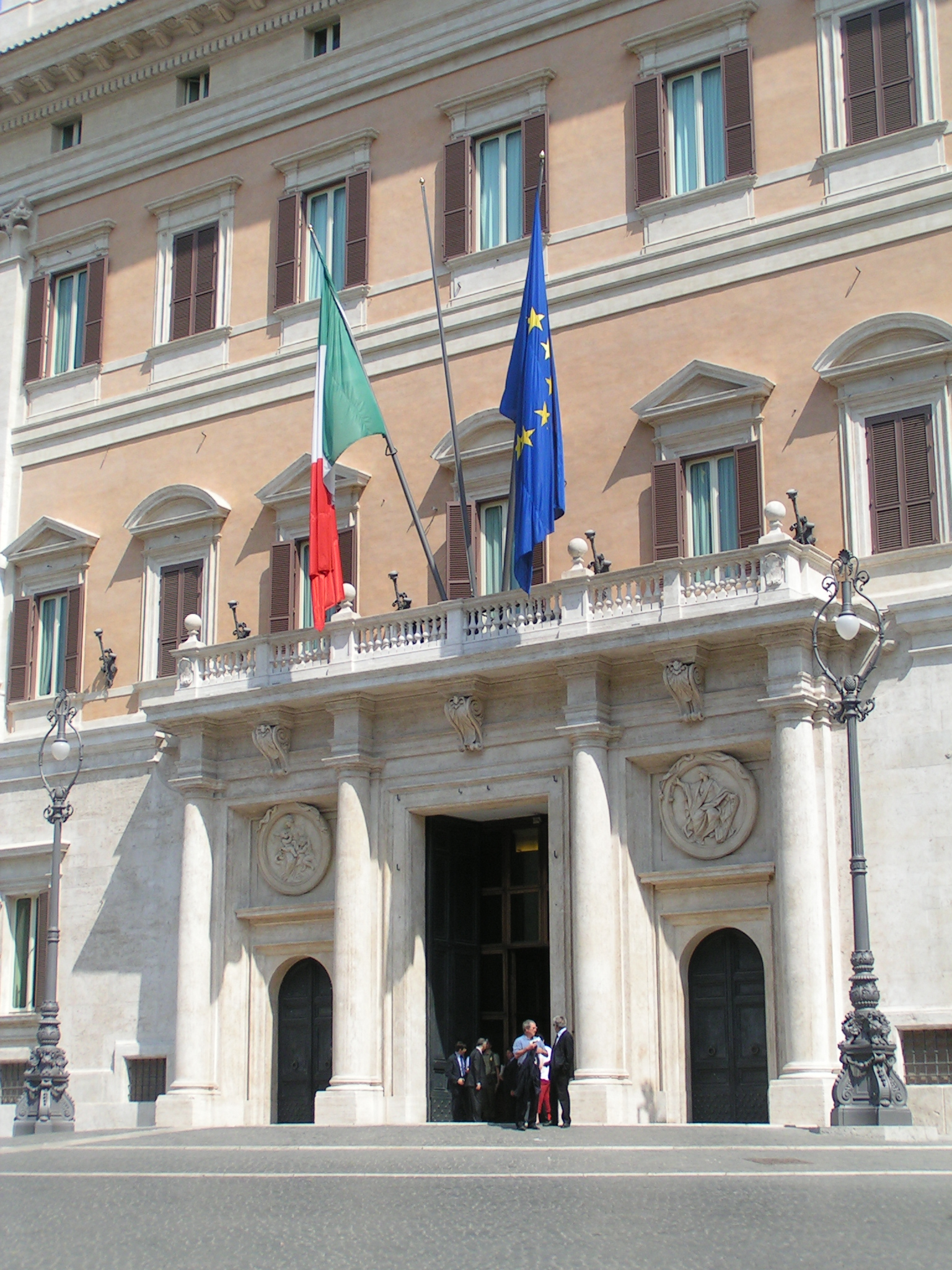
Портал дворца
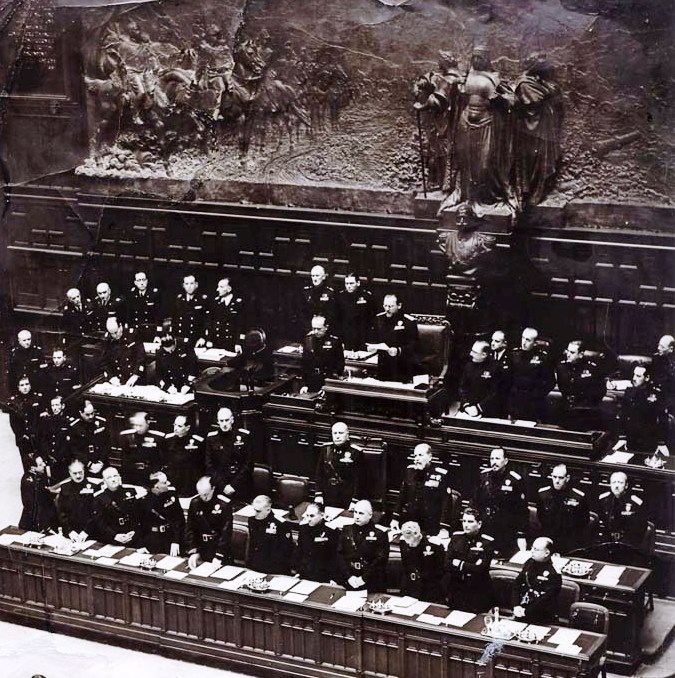
Палата депутатов во времена фашизма. Вверху в центре — председатель палаты Альфредо Рокко, внизу в центре — председатель Совета Бенито Муссолини
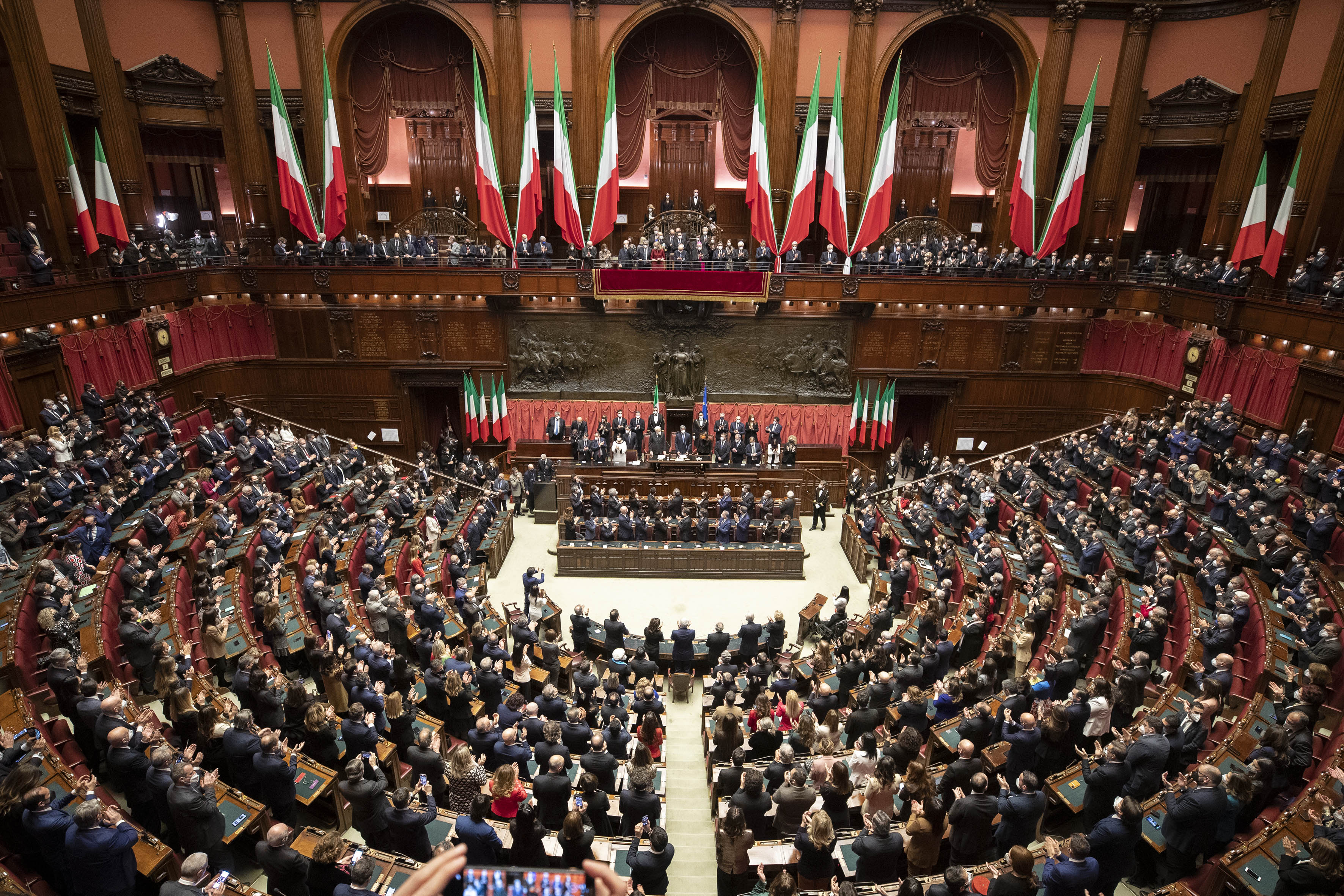
Зал заседаний. Фотография 2022 года